# Cicinho
Cícero João de Cézare (* 24. června 1980), známý též jako Cicinho, je bývalý brazilský fotbalista, který hrál na pozici krajního obránce.

## Klubová kariéra

### São Paulo FC
Mezi roky 2004 až 2005 byl pravidelně v základní sestavě São Paula, se kterým získal brazilský mistrovský titul.
Také v cestě za ziskem Poháru osvoboditelů byl důležitým článkem sestavy trenéra Autuoriho.
Cicinho byl u toho, když se São Paulo ve finále postavilo jinému brazilskému mužstvu, Atléticu Paranaense.
Po úvodní remíze 1:1 zvítězil klub ze São Paula 4:0 a získal tak trofej pro nejlepší tým jihoamerického kontinentu.
V létě 2005 o něj projevil zájem Manchester United a Cicinhovy výkony si také vysloužily zájem italských klubů AC Milánu a Juventusu.
V prosinci 2005 se ještě stihl zúčastnit mistrovství světa klubů v japonské Jokohamě. Ve finále Cicinho odehrál celé utkání proti anglickému Liverpoolu, vítězi evropské Ligy mistrů, které São Paulo vyhrálo 1:0.
Následně ho za částku 4 milionů eur koupil Real Madrid.

### Real Madrid
Na podzim roku 2005 se domluvil na pětiletém kontraktu s Realem Madrid, kde se setkal s brazilskými spoluhráči Ronaldem, Robinhem, Robertem Carlosem a Juliem Baptistou.
Ačkoliv jeho příchod zařizoval trenér Luxemburgo, v době Cicinhova příchodu už vedl Real dočasný trenér Juan Ramón López Caro.
V druhé, jarní části sezóny za Real nastoupil do 19 utkání španělské La Ligy, postupem času se však začal potýkat s konkurencí v podobě Míchela Salgada, Sergia Ramose a dalších.
Během sezóny 2006/07, své druhé v Realu, byl trenérem Fabiem Capellem využíván jen minimálně.
Jeho angažmá tak celkově nebylo příliš úspěšné.
Když se v létě 2007 ujal kormidla Realu Bernd Schneider, Cicinho měl budoucnost sečtenou. V srpnu odešel do italského AS Řím, který trénoval Ital Spalletti.

### AS Řím
V ročníku 2007/08 odehrál v lize 30 zápasů a další zápasy v pohárech. V únoru zařídil domácí výhru nad Fiorentinou 1:0, v závěru zápasu byl ale po druhé žluté kartě vyloučen.
Začátkem května zvýšil vedení na konečných 3:0 na hřišti Sampdorie Janov, římský klub se tak vrátil do boje o titul,

nakonec ale skončil druhý za Interem.
V ročníku 2008/09 odehrál celkově 22 utkání. V listopadu proti Bologni si dal vlastní gól v 92. minutě nastavení, kterým domácímu mužstvu „zachránil“ remízu 1:1.
Začátkem února doma proti Janovu (nakonec výhra 3:0) otevřel skóre, ale po půlhodině střídal kvůli zranění.
V březnu si při tréninku přivodil zranění, přesněji zpřetrhal vazy v koleni, které ho na několik měsíců vyřadilo z fotbalu.
V únoru 2010 byl Římem poslán hostovat zpátky do São Paula, ale jen do konce sezóny.

## Reprezentační kariéra
Cicinho za reprezentaci debutoval v přátelském zápase 27. dubna 2005 proti Guatemale (výhra 3:0).
Trenér Parreira jej nominoval na Konfederační pohár FIFA 2005, který se konal dva měsíce po jeho debutu. Ve skupině odehrál všechny tři zápasy celé – proti Řecku (výhra 3:0), Mexiku (porážka 0:1) a i Japonsku (remíza 2:2).
Proti Německu v semifinále dostal přednost Maicon, ale Cicinho jej vystřídal během poločasové přestávky. Brazílie nakonec vyhrála 3:2 a postoupila do finále,
kde se měla utkat s Argentinou. Cicinho si připsal tři gólové asistence, dvě Adrianovi a jednu Ronaldinhovi a přispěl tak přesnými centry k výhře nad jihoamerickým rivalem 4:1.
Parreira jej zařadil do nominace pro světový šampionát v Německu v roce 2006, ale místo v základu si udržel Cafú. Cicinho úvodní dvojici zápasů proseděl na lavici mezi náhradníky. Ve třetím zápase byl nasazen jako startující pravý bek, Brazílie nastoupila proti Japonsku, ale postup již měla zajištěný.
Japonsko se sice dostalo v prvním poločase do vedení 1:0, ale ještě před přestávkou bylo srovnáno, Cicinho odhlavičkoval Ronaldinhův centr na volného Ronalda a ten skóroval.
Brazilci nakonec vyhráli 4:1. Do osmifinále proti Ghaně (3:0) nezasáhl, ve čtvrtfinále pak střídal ve druhé půli kapitána Cafú, ale nezvrátil stav utkání, které dopadlo vítězstvím Francie 1:0 díky Henrymu.
Cicinho se měl stát náhradou za stárnoucího Cafúa, ale po roce 2006 už do reprezentace nebyl povolán.

## Osobní život
Během působení v Realu měl problémy s alkoholem a také hodně kouřil, a to až dvě krabičky cigaret denně.
Po konci kariéry se začal věnovat mládežnickému fotbalu, také se stal ambasadorem Realu Madrid v rodné Brazílii.

## Úspěchy
Zdroj:
Brazílie
- Konfederační pohár FIFA
  - 1. místo: 2005
- Mistrovství světa
  - čtvrtfinále: 2006

São Paulo FC
- 1. brazilská nejvyšší ligová soutěž
  - 1. místo: 2005
- Copa Libertadores
  - 1. místo: 2005
- Mistrovství světa klubů
  - 1. místo: 2005

Real Madrid
- Primera División
  - 1. místo: 2006/07

AS Řím
- Coppa Italia
  - 1. místo: 2007/08

Individuální
- nejlepší nahrávač turecké fotbalové Süper Lig
  - 2013/14